# Porto (Salvatierra de Miño)
Porto (o San Paulo do Porto) es una parroquia del municipio pontevedrés de Salvatierra de Miño (Galicia, España), que limita al norte y oeste con la parroquia de Arantei y al sur y este con el río Miño que le separa de Portugal.
Su patrón es San Pablo, al que está dedicado su iglesia, que data de 1912.
Dentro de la parroquia están radicadas bodegas que producen excelentes vinos de la D.O. Rías Bajas, subzona Condado del Tea, siendo en su mayoría elaborados a partir de la variedad albariño.

## Galería de imágenes

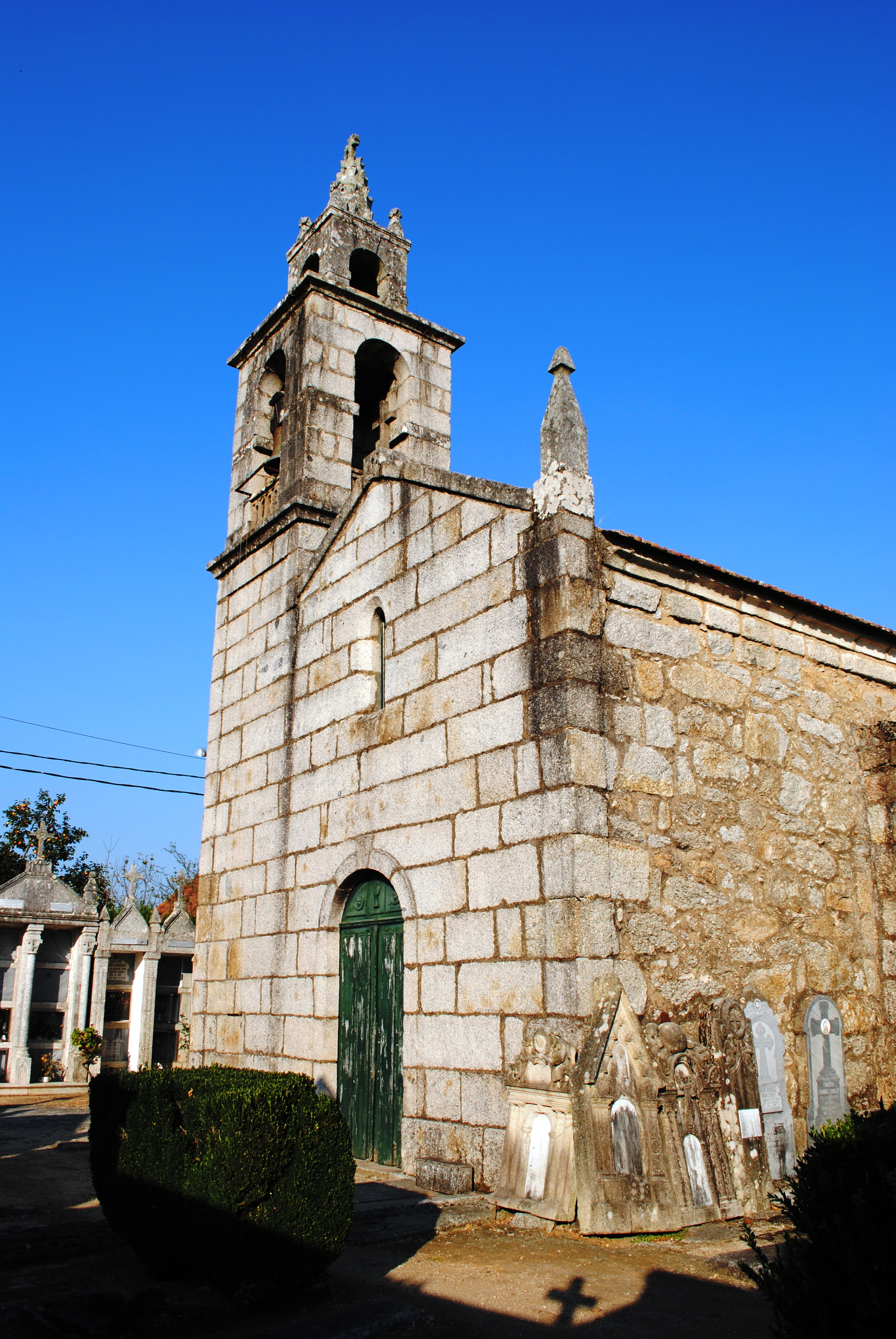